# ヨーゼフ・クレメンス・フォン・バイエルン
ヨーゼフ・クレメンス・フォン・バイエルン（Joseph Clemens von Bayern, 1671年12月5日 - 1723年11月12日）は、ヴィッテルスバッハ家のケルン選帝侯（在位：1688年 - 1723年）。バイエルン選帝侯フェルディナント・マリアとサヴォイア公ヴィットーリオ・アメデーオ1世の娘アデライデ・エンリエッタの次男。フランス王太子ルイの妃マリア・アンナは姉、バイエルン選帝侯マクシミリアン2世エマヌエルは兄で、アストゥリアス公ヨーゼフ・フェルディナント、バイエルン選帝侯兼神聖ローマ皇帝カール7世、ケルン選帝侯兼ドイツ騎士団総長クレメンス・アウグスト、スペイン王フェリペ5世は甥に当たる。

## 生涯
ヴィッテルスバッハ家の権益保全のため、1685年に死んだ従叔父のフライジング・レーゲンスブルク司教アルブレヒト・ジギスムントの後を継ぎ、14歳にもかかわらず高位聖職者となった。3年後の1688年にアルブレヒト・ジギスムントの兄であるケルン選帝侯マクシミリアン・ハインリヒが死去、ケルン選帝侯にもなった。しかし、フランス王ルイ14世が対立候補を擁立したため紛争となり、同族のプファルツ選帝侯フィリップ・ヴィルヘルムに対するルイ14世の介入と共に大同盟戦争の一因となった。
1694年にリエージュ司教に選ばれ、1692年にスペイン領ネーデルラント総督に任命された兄と共にオランダに対する影響力を持つようになった。またこの頃からフランスに協力するようになり、2人の甥がスペイン王位継承者に選ばれたこともあってスペイン王位継承でルイ14世に加担、1701年にフランス軍をケルンに駐屯させオランダ侵攻の拠点にさせた。結果、スペイン継承戦争でイングランド・オランダ同盟軍に領土を占領され翌1702年にフランスへ亡命した。その後兄もブレンハイムの戦い、ラミイの戦いで大敗してバイエルンとスペイン領ネーデルラントを失いフランスへ亡命、終戦まで領土を取り戻せなかった。
1714年のバーデン条約で選帝侯に復帰、兄と共にドイツへ戻り、1723年に51歳でボンで亡くなった。選帝侯位は甥のクレメンス・アウグストが継いだ。